# Mělký rybník
Mělký rybník je přírodní rezervace ev. č. 856 jihovýchodně až východně od obce Staré Sedliště v okrese Tachov. Oblast spravuje Krajský úřad Plzeňského kraje.
Důvodem ochrany je rybník včetně jeho pobřežní a přechodové zóny jakožto hnízdiště vodního ptactva.